# جون أوسبورن (كاتب)
جون أوسبورن (بالإنجليزية: John Osborne)‏ هو كاتب بريطاني، ولد في 15 ديسمبر 1981 في Scunthorpe ‏ في المملكة المتحدة.

## وصلات خارجية
- الموقع الرسمي